# Xenodóquio
Xenodóquio (em latim: xenodochium; em grego: ξενοδοχειον; romaniz.: xenodocheion) foi um hospício para viajantes, pobres e doentes. Diferente de pandóquios e mitatos nos quais o uso era pago, eram instituições filantrópicas calcadas na hospitalidade cristã, nas quais comida e alojamento eram gratuitos. No campo e cidades, comumente estiveram ligados a mosteiros.

## Império Bizantino

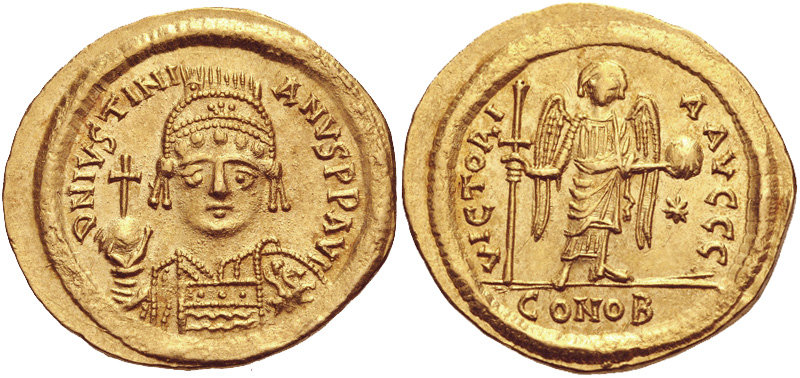
Soldo de Justiniano r.

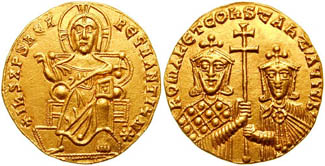
Soldo de r. e r.

No Império Romano Tardio (séculos III-V), xenodóquio e xeno indistintamente indicavam hospícios a doentes e necessitados, uma vez que, já que os pobres corriqueiramente estavam doentes, forneciam alojamentos e auxílio médico. Depois do século VI, xeno indicava instituições focadas no tratamento dos doentes, mas no século XI havia um xenodóquio monástico abrigando visitantes e doentes. No xenodóquio do Mosteiro de São Lázaro no monte Galésio, por exemplo, era permitido aos viajantes ficarem o quanto quisessem, o que trouxe problemas aos monges que precisaram limitar interinamente as estadias a três dias.
Xenodóquios e xenos eram fundados por particulares, o Estado e entidades clericais e foram ajudadas por receitas estatais; os estatais estavam integrados no sistema administrativo e eram geridos pelos xenódocos, que ocupavam alta posição na burocracia. O imperador Justiniano (r. 527–565) e Teodora (r. 527–548) construíram um xeno a viajantes que não podiam pagar por quartos, enquanto Romano I (r. 920–944) estabeleceu o Xenodóquio de Mauriano a visitantes que ficaram muitos dias na capital por razão de negócios ou litígio e no qual havia estábulos e os visitantes recebiam roupas e comida. No século IX, surgiu um xenodóquio imperial em Nicomédia. Há pouca evidência deles sob os Paleólogos (1259–1453); há um citado num praktikon de 1339 ou 1342 e outro num cartucho de 1335.

## Oriente Próximo
Em Jerusalém, fundados pelos comerciantes da República de Amalfi, havia o xenodóquio para homens dedicado a Santa Maria Latina e mantido por Gerardo Tum, e outro para mulheres dedicado a Santa Maria Madalena e gerido por Inês. Entre 1070 e 1080, para se distanciar dos amalfitanos, Gerardo criou um novo prédio do xenodóquio e dedicou-o inicialmente a João, o Misericordioso antes de então dedicá-lo a João Batista.